# Consolas (tipografía)
Consolas es una fuente monoespaciada. Es una parte del nuevo juego de fuentes que se aventaja de la nueva fuente ClearType con tecnología hinting (en inglés). Viene incluida con el nuevo SO de Microsoft Windows Vista y Microsoft Office 2007, y está disponible para descargarla a los usuarios de Microsoft Visual Studio. Entre las seis fuentes de Windows Vista, Consolas es la más parecida a Lucida Console o Courier New.

## Características
Diseñada en 2004 por Microsoft, se trata de una tipografía monoespaciada pensada exclusivamente para programación. Optimizada para la tecnología ClearType que permite una mejor lectura en pantallas TFT, la Consolas resulta muy efectiva reduciendo el cansancio de los ojos al estar mucho tiempo delante del monitor. De hecho, muchos programadores y desarrolladores web la consideran como la mejor opción existente. Resulta más económica en espacio que otras tipografías similares como la Courier aunque debido a que posee una menor altura “x” puede ser preferible aumentar ligeramente su tamaño para trabajar en pantalla. Forma parte del nuevo paquete de seis tipografías que acompañan al sistema operativo Windows Vista: Cambria, Constantia, Corbel, Candara, Calibri y Consolas; todas empiezan por la letra “C” para facilitar su búsqueda en los menús de los distintos programas.